# Seerau

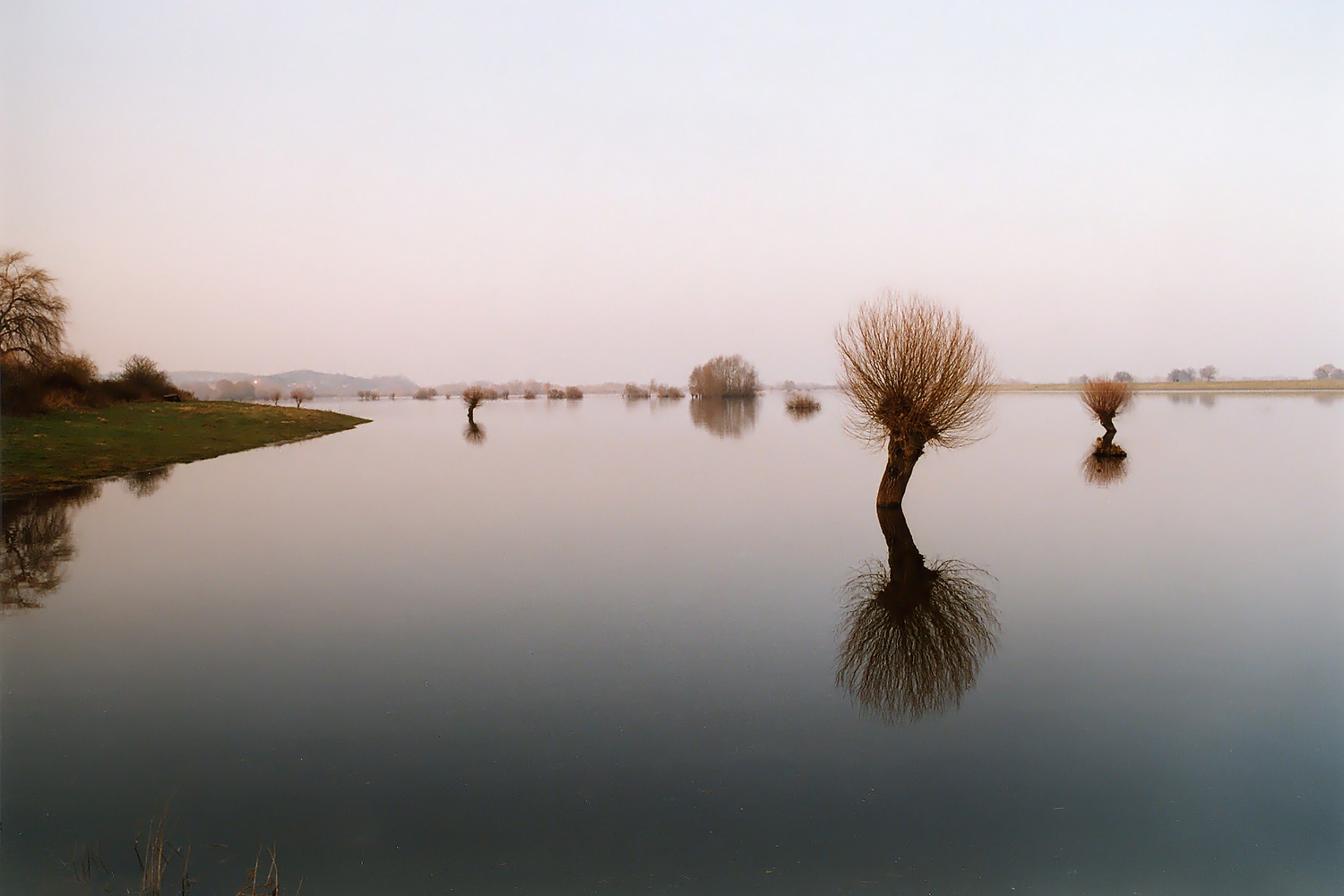
Jeetzelniederung bei Seerau während Hochwasser

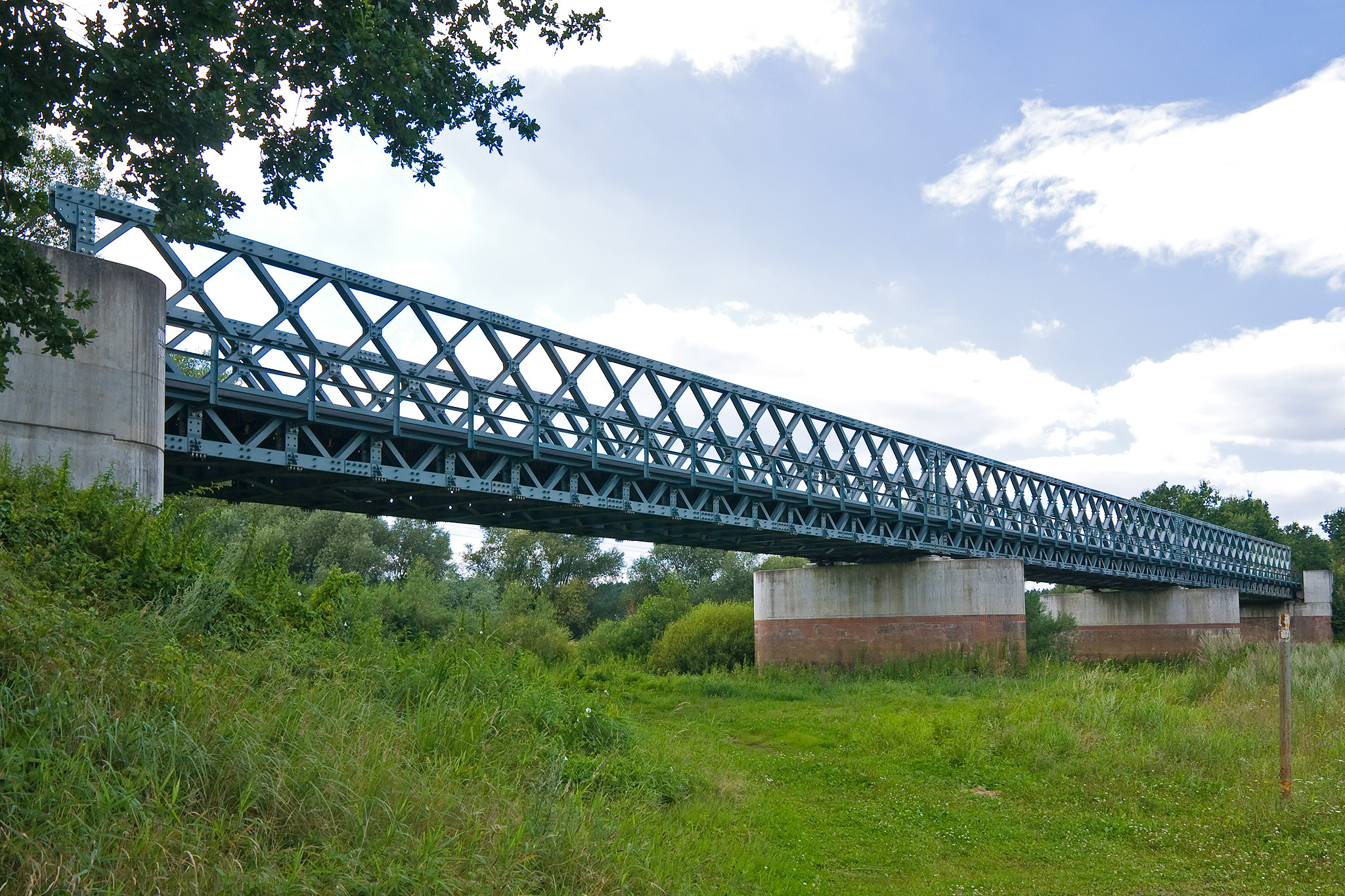
Eisenbahnbrücke über die Jeetzel nahe Seerau

Seerau ist ein Ortsteil der Stadt Hitzacker (Elbe) im Landkreis Lüchow-Dannenberg in Niedersachsen.

## Geografie
Der Ort liegt 1 km südlich vom Hauptort Hitzacker als separate Siedlung. Der östliche Teil mit mehreren landwirtschaftlichen Höfen befindet sich auf einer wurtartigen Erhöhung (ca. 12,5 m NN) in der Niederung der Jeetzel, die hier naturräumlich schon zur Talaue der Elbe gehört. Westlich der Bahnlinie Hitzacker-Dannenberg steigt das Gelände zur Hohen Geest des Drawehn hin an und erreicht schließlich bis zu 70 m im Westen.

## Geschichte
Am 1. Juli 1972 wurde die Gemeinde Seerau zusammen mit den Gemeinden Bahrendorf, Grabau, Harlingen, Kähmen, Nienwedel, Tießau Wietzetze und Wussegel nach Hitzacker eingegliedert.